# Polar Music Prize

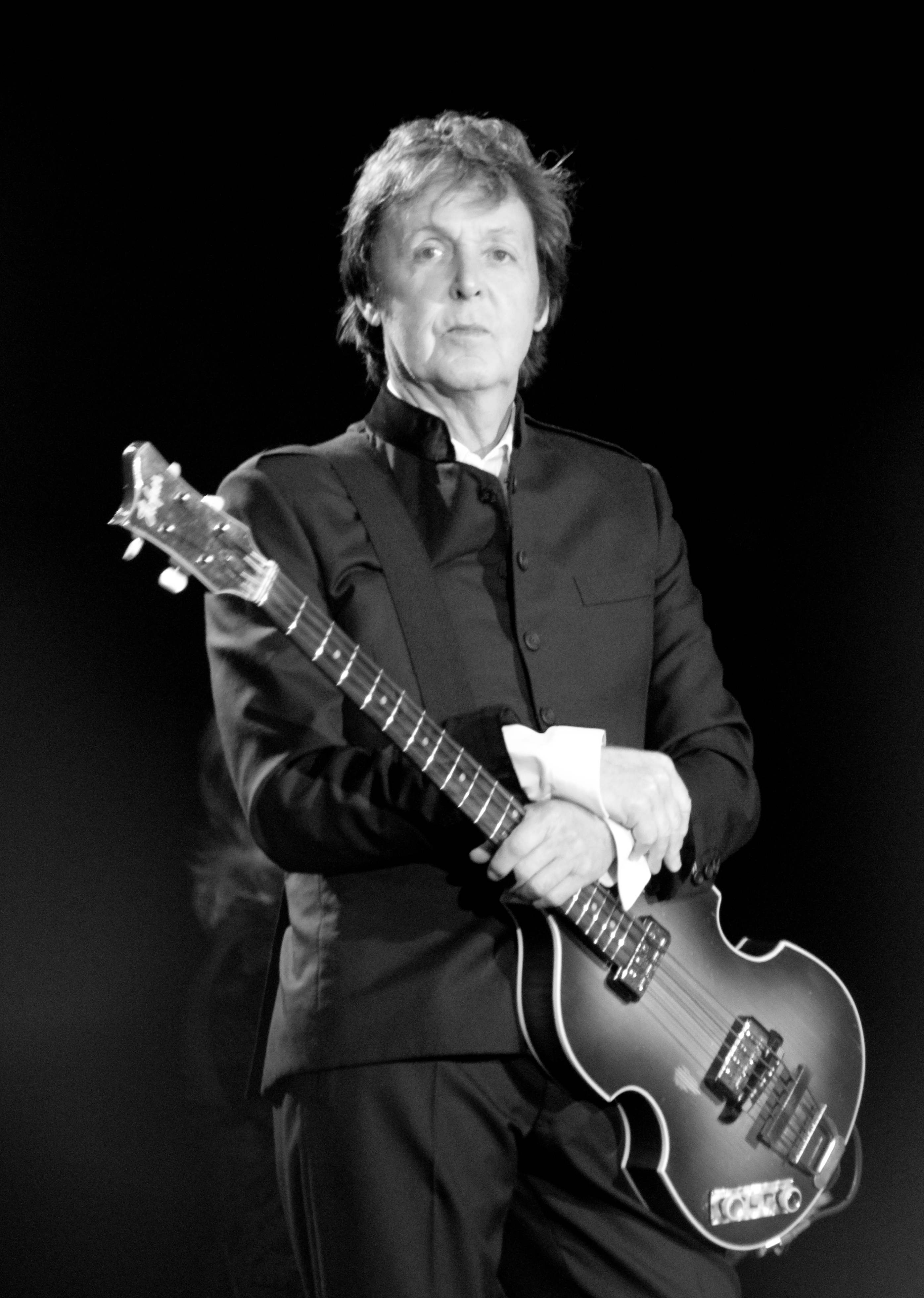
Paul McCartney se stal prvním oceněným

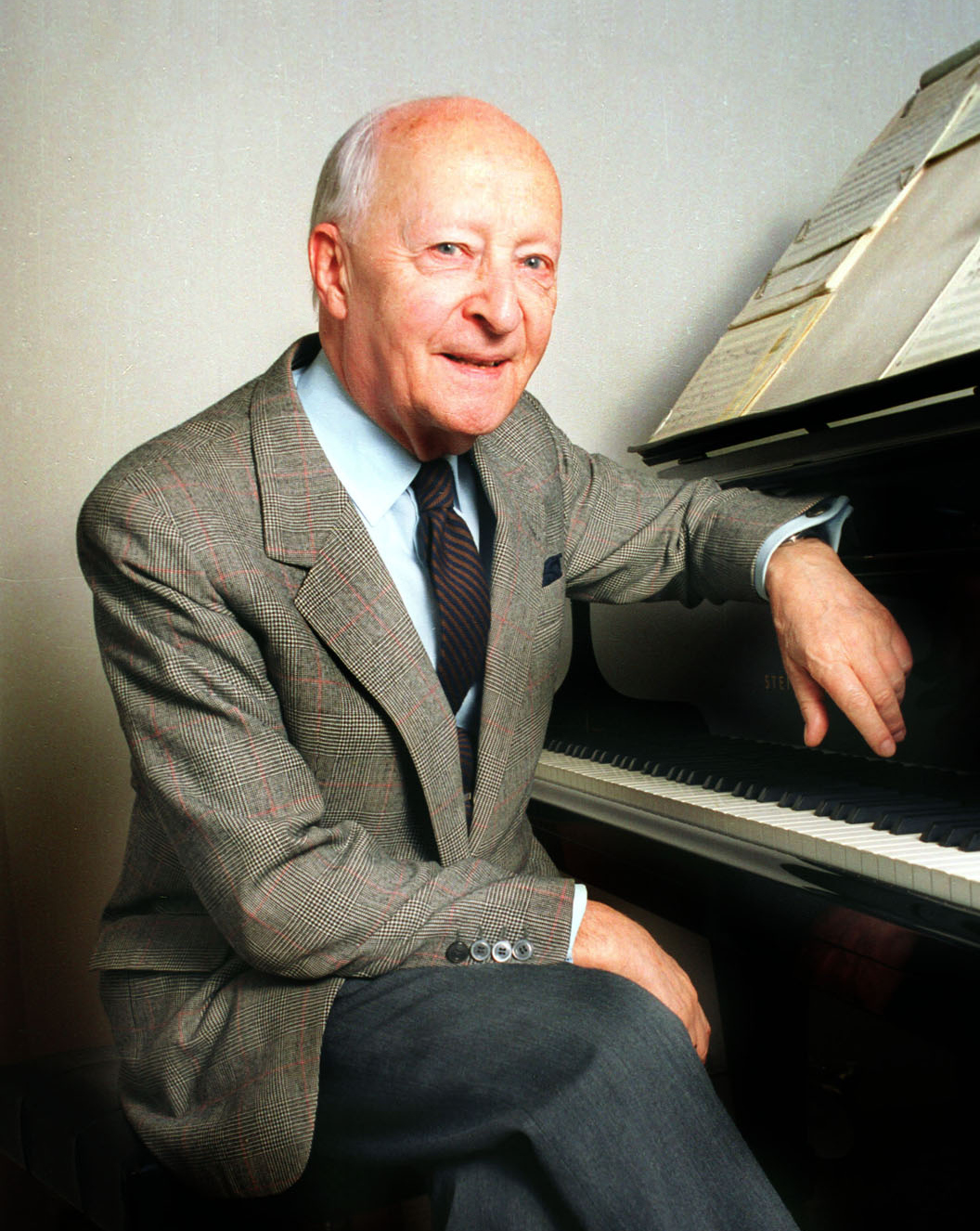
Witold Lutosławski byl prvním laureátem z oblasti vážné hudby

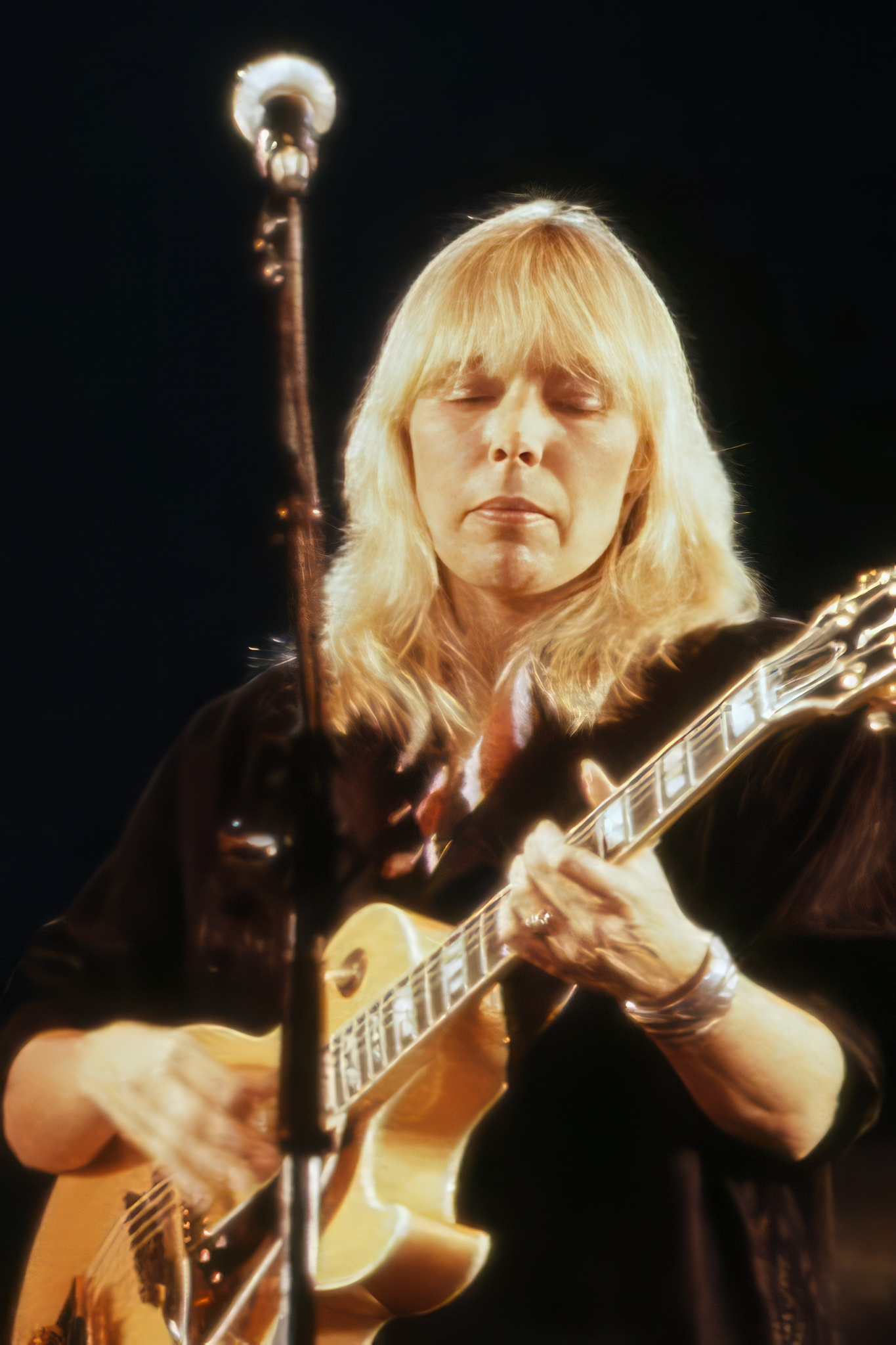
Joni Mitchell získala cenu jako první žena

Polar Music Prize (hudební cena Polar) je švédská hudební cena, založená v roce 1989 Stigem Andersonem, vydavatelem, textařem a manažerem skupiny ABBA. Ocenění nesou jméno po Andersonově hudebním vydavatelství Polar Music, které před jejich založením prodal. Jsou udělovány jednotlivcům, kapelám a institucím, které se zasloužily o výjimečné činy.
Výbor Stig Anderson Music Award Foundation tvoří členové rodiny Stiga Andersona, SKAP (Švédská společnost skladatelů populární hudby) a STIM (Švédská společnost pro výkon autorských práv). Komise pro udílení cen, která vybírá kandidáty a posléze vítěze, je složená ze zkušených členů hudebního průmyslu.
Laureáti přebírají ceny ve Stockholmu z rukou švédského krále Karla XVI. Gustava.

## Držitelé ocenění
- 1992 – Paul McCartney a baltské státy (Estonsko, Lotyšsko a Litva)
- 1993 – Dizzy Gillespie a Witold Lutosławski
- 1994 – Nikolaus Harnoncourt a Quincy Jones
- 1995 – Elton John a Mstislav Rostropovič
- 1996 – Pierre Boulez a Joni Mitchell
- 1997 – Eric Ericson a Bruce Springsteen
- 1998 – Ray Charles a Ravi Šankar
- 1999 – Stevie Wonder a Iannis Xenakis
- 2000 – Bob Dylan a Isaac Stern
- 2001 – Burt Bacharach, Robert Moog a Karlheinz Stockhausen
- 2002 – Sofia Gubajdulina a Miriam Makeba
- 2003 – Keith Jarrett
- 2004 – B. B. King a György Ligeti
- 2005 – Gilberto Gil a Dietrich Fischer-Dieskau
- 2006 – Led Zeppelin a Valerij Gergijev
- 2007 – Sonny Rollins a Steve Reich
- 2008 – Pink Floyd a Renée Flemingová
- 2009 – José Antonio Abreu a El Sistema & Peter Gabriel
- 2010 – Björk a Ennio Morricone
- 2011 – Kronos Quartet a Patti Smith
- 2012 – Paul Simon a Yo-Yo Ma
- 2013 – Youssou N'Dour a Kaija Saariaho
- 2014 – Chuck Berry a Peter Sellars
- 2015 – Emmylou Harris a Evelyn Glennie[1]
- 2016 – Max Martin a Cecilia Bartoli
- 2017 – Sting a Wayne Shorter
- 2018 – Afghánský národní institut hudby a Metallica
- 2019 – Grandmaster Flash, Anne-Sophie Mutter a Playing for Change
- 2020 – Anna Netrebko a Diane Warren
- 2021 – cena neudělena kvůli pandemie covidu-19
- 2022 – Iggy Pop a Ensemble intercontemporain
- 2023 – Chris Blackwell, Angélique Kidjo, Arvo Pärt
- 2024 – Nile Rodgers, Esa-Pekka Salonen